# La Préméditation
Pour plus de détails, voir Fiche technique et Distribution.
La Préméditation est un film muet français réalisé par Louis Feuillade et sorti en 1912.

## Fiche technique
- Titre : La Préméditation
- Réalisation : Louis Feuillade
- Scénario : Louis Feuillade
- Photographie : Georges Guérin
- Société de production : Société des Établissements L. Gaumont
- Pays de production :  France
- Langue : film muet avec les intertitres en français
- Format : Noir et blanc — 35 mm — 1,33:1 — Muet
- Métrage : 423 m
- Genre :
- Durée : 14 minutes
- Date de sortie : 
  - France : juin 1912

## Distribution
- Renée Carl : Jeanne Mercœur
- Paul Manson : Henry Darthiès
- René Navarre : Julien Mercœur
- Marthe Vinot